# Université Bordeaux 4
Université Montesquieu Bordeaux 4 – uniwersytet umiejscowiony w gminie Pessac, w aglomeracji Bordeaux. Nosi imię Monteskiusza – XVIII-wiecznego filozofa pochodzącego z tego regionu. Bordeaux 4 jest spadkobiercą średniowiecznego Wydziału Prawa i Nauk Ekonomicznych, którego początki sięgają XV wieku. Uniwersytet prowadzi nauczanie w zakresie nauk prawnych, społecznych, politycznych, ekonomicznych i zarządzania (administracji).
Początkowo działalność uniwersytetu była połączona z Uniwersytetem Bordeaux 1, zajmującego się naukami ścisłymi i nowoczesnymi technologiami, prawem, ekonomią i zarządzaniem. Na mocy dekretu z 9 maja 1995 roku stworzono niezależny Uniwersytet Bordeaux 4, oddzielając nauki prawne, społeczne, polityczne, ekonomiczne i zarządzanie od nauk ścisłych i technologicznych, które pozostały przy Bordeaux 1. Początki nauczania prawa w Bordeaux sięgają czasów Auditorium de Burdigala z IV wieku.

## Uniwersytet w liczbach
Université Montesquieu Bordeaux 4 składa się z 6 wydziałów (U.F.R. – Unités de Formation et de Recherche), ponadto na mocy umowy w jego skład wchodzi Instytut Nauk Politycznych w Bordeaux (L'Institut d'Études Politiques de Bordeaux zwany Sciences Po).
- 3 programy licencjackie
  - Economie Gestion et Sciences Sociales
  - Droit et Sciences Politiques
  - Administration Economique et Sociale
- 7 miejsc wykładowych (Bordeaux, aglomeracja Bordeaux, Agen, Périgueux)
- 3 szkoły doktoranckie: Prawo, Nauki ekonomiczne i zarządzanie, Nauki polityczne
- 35 centrów badawczych
- 2 IUT (instytuty technologiczne)
- 61 specjalizacji magisterskich
- 13 zawodowych specjalizacji licencjackich (licences professionnelles)
- 31 dyplomów uniwersyteckich (diplômes d'université)
- 4800 dyplomów wydawanych rocznie
- 250 umów o współpracy międzynarodowej